# Бордер-сюр-л’Эшес
Борде́р-сюр-л’Эше́с (фр. Bordères-sur-l'Échez, окс. Bordèras) — коммуна во Франции, находится в регионе Юг — Пиренеи. Департамент — Верхние Пиренеи. Административный центр кантона Бордер-сюр-л’Эшес. Округ коммуны — Тарб.
Код INSEE коммуны — 65100.

## География

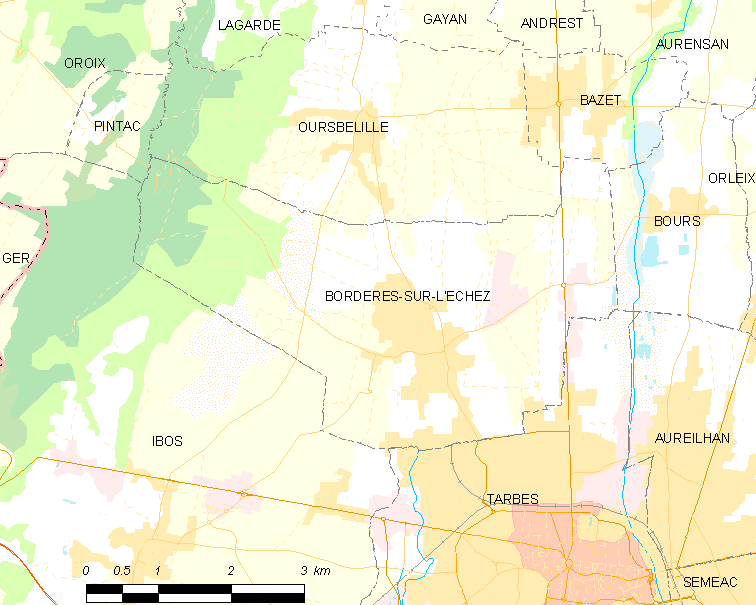
Карта коммуны

Коммуна расположена приблизительно в 650 км к югу от Парижа, в 120 км западнее Тулузы, в 4 км к северо-западу от Тарба.
По территории коммуны протекают реки Эшес и Суи.

## Климат
Климат умеренно-океанический с солнечной тёплой погодой и обильными осадками на протяжении практически всего года.

## Население
Население коммуны на 2010 год составляло 4243 человека.
| 1962 | 1968 | 1975 | 1982 | 1990 | 1999 | 2010 |
| ---- | ---- | ---- | ---- | ---- | ---- | ---- |
| 2356 | 2950 | 3426 | 3712 | 3893 | 3556 | 4243 |

## Администрация
| Период | Период | Фамилия          | Партия                              | Примечания                                   |
| ------ | ------ | ---------------- | ----------------------------------- | -------------------------------------------- |
| 1983   | 1989   | Роже Поль        | Французская коммунистическая партия | член генерального совета кантона (1985—1992) |
| 1989   | 2008   | Франсис Таррисан | Социалистическая партия             | член генерального совета кантона (1992—1998) |
| 2008   | 2020   | Кристиан Поль    | Разные правые                       | член генерального совета кантона (1998—2004) |

## Экономика
В 2010 году среди 2595 человек трудоспособного возраста (15-64 лет) 1832 были экономически активными, 763 — неактивными (показатель активности — 70,6 %, в 1999 году было 68,1 %). Из 1832 активных жителей работали 1627 человек (839 мужчин и 788 женщин), безработных было 205 (98 мужчин и 107 женщин). Среди 763 неактивных 231 человек были учениками или студентами, 308 — пенсионерами, 224 были неактивными по другим причинам.

## Города-побратимы
- Альканар (Испания)